# Vilhelm Hansen
Vilhelm Hansen (* 6. Mai 1900 in Kopenhagen; † 3. Dezember 1992) war ein dänischer Comiczeichner.

## Leben und Werk
Er zeichnete die beliebten Petzi-Geschichten, die zunächst in Tageszeitungen, später auch als farbige Bilderbücher erschienen. Er begann in den 1940er Jahren, Kinderbücher zu illustrieren, deren Texte von seiner Ehefrau Carla Hansen geschrieben wurden.
Darüber hinaus startete Hansen den im Wochenrhythmus erscheinenden Comic-Strip Firlingerne für die dänische Familienzeitschrift Hjemmet.

## Ehrungen
- 2002: Die Königliche Dänische Post gab 2002 zu Ehren von Vilhelm Hansen eine Sonderbriefmarke heraus.

## Werke
- Rasmus Klump på flodtur. P.I.B., Kopenhagen 1978.
- Petzi auf Flussfahrt. Carlsen, Reinbek 1978, ISBN 3-551-01029-3.
- Petzi. Die gesammelten Reiseabenteuer, aus dem Dänischen von Nora Pröfrock, Sammelband. Carlsen, Hamburg.[1][2]